# Nepalesische Badmintonmeisterschaft 1959
Die Nepalesische Badmintonmeisterschaft 1959 fand in Kathmandu statt. Es war die fünfte Auflage der nationalen Titelkämpfe von Nepal im Badminton.

## Titelträger
| Disziplin    | Sieger                    |
| ------------ | ------------------------- |
| Herreneinzel | B. Mani                   |
| Dameneinzel  | Suniti Rana               |
| Herrendoppel | Akrur N. Rana P. R. Joshi |
| Damendoppel  | Mira Das Nilima Das       |
| Mixed        | S. B. Basnyat Suniti Rana |